# Энотрофы
Энотропы или ойнотрофы (др.-греч. Οἰνοτρόπαι «способные превращать в вино») — в древнегреческой мифологии девы, дочери Ания с Делоса. Дионис одарил дочерей Ания способностями творить из земли масло, злаки и вино. Агамемнон потребовал, чтобы они снабжали его войско, но те укрылись на Эвбее и Андросе. Агамемнон требовал выдать их, они превратились в голубиц. Либо греки страдали от голода и послали Паламеда за ними, их похоронили у Ретея в Троаде.
Три дочери:
- Спермо (др.-греч. Σπερμώ) — богиня злаков[2] (см. микен. pe-ma «семя»[5]).
- Элаида (см. «олива»; др.-греч. Ἐλαΐς) — богиня масла[2].
- Эно или Ойно (др.-греч. Οἰνώ) — богиня вина[2].